# Модрина (Івано-Франківська область)
Модри́на — ботанічна пам'ятка природи місцевого значення в Україні. Об'єкт розташований на території Верховинського району Івано-Франківської області, неподалік від села Явірник. 
Площа 0,5 га. Статус отриманий у 1996 році. Перебуває у віданні ДП «Верховинський держлісгосп» (Явірницьке л-во, кв. 19, вид. 15). 
Статус надано для збереження рідкісного насадження модрини.